# Lethades laricis
Lethades laricis är en stekelart som beskrevs av Hinz 1976. Lethades laricis ingår i släktet Lethades och familjen brokparasitsteklar. Inga underarter finns listade i Catalogue of Life.